# Powerdrive

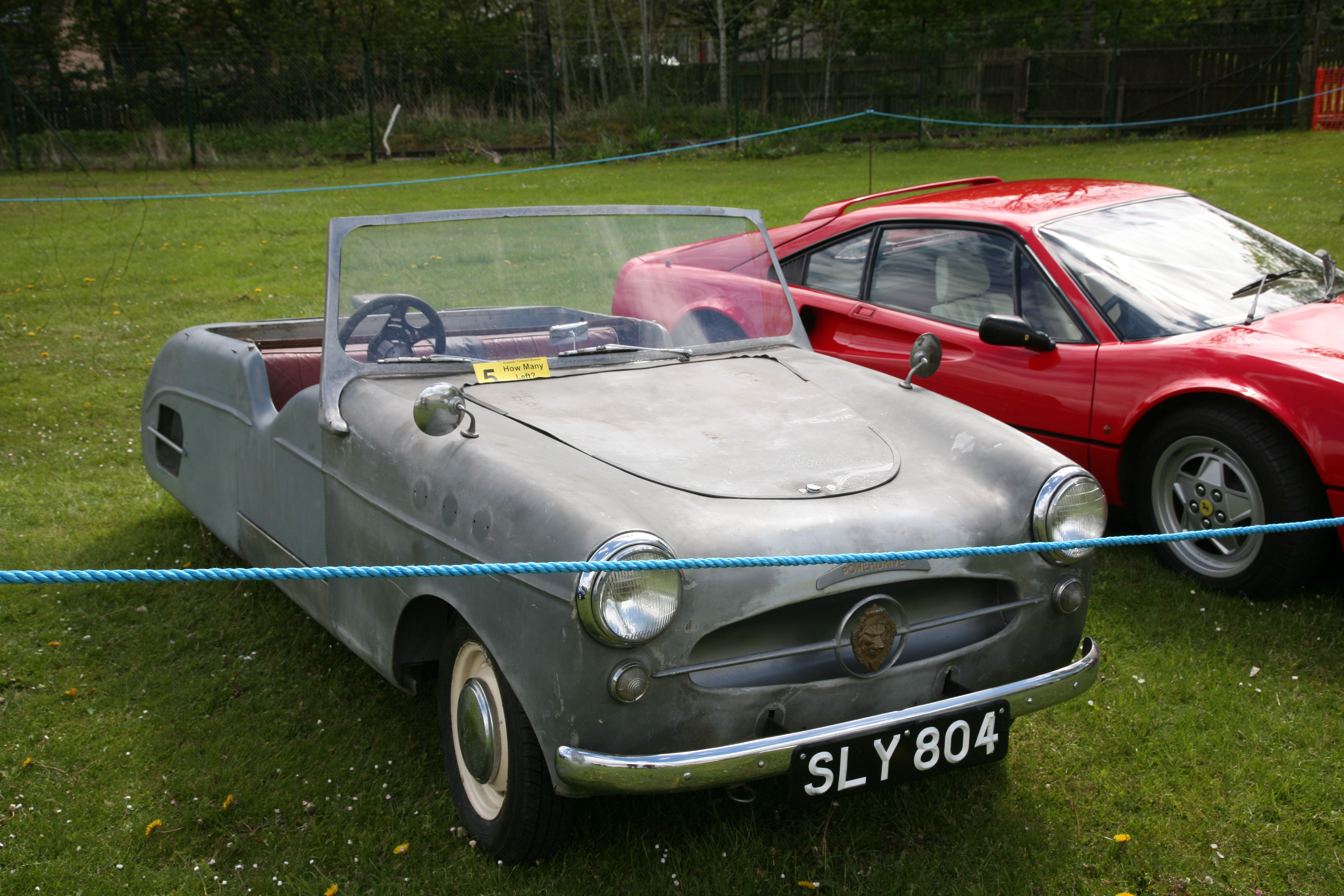
Powerdrive

Powerdrive Limited war ein britischer Hersteller von Automobilen.

## Unternehmensgeschichte
Das Unternehmen aus dem Londoner Stadtteil Wood Green begann 1954 mit der Produktion von Automobilen. Der Markenname lautete Powerdrive. David Gottlieb war der Karosseriedesigner. 1957 endete die Produktion. Eine andere Quelle gibt die Bauzeit mit 1955 bis 1958 an. Coronet Cars übernahm die Konstruktion für den Bau eigener Fahrzeuge.

## Fahrzeuge
Das einzige Modell war ein Kleinstwagen. Es war ein Dreirad mit einem einzelnen Hinterrad. Ein Zweizylinder-Zweitaktmotor von der British Anzani Motor Company mit 322 cm³ Hubraum und 15 PS Leistung war im Heck montiert und trieb das Hinterrad an. Das Getriebe hatte drei Gänge. Die offene Karosserie bestand aus Aluminium und bot Platz für drei Personen. Der Neupreis betrug 412 Pfund.